# Церква Святої Тройці (Вишнівець)
Церква Святої Тройці у Вишнівці — парафія і храм Вишнівецького благочиння Тернопільської єпархії Православної церкви України в смт Вишнівець Тернопільського району Тернопільської области.
Оголошена пам'яткою архітектури місцевого значення (охоронний номер 1910).

## Історія церкви
Перша церква була збудована з дубового матеріалу у 1718 році за ініціативи священника Іоана Чернявського та парафіян. У 1821 році її поставили на кам'яний фундамент. Неподалік розташована стара дерев'яна каплиця цілителя Пантелеймона. Щороку 9 серпня, на свято цілителя Пантелеймона, до каплиці звершується хресний хід.
У 1892 році на місці попереднього спорудили новий дерев'яний храм. За часів атеїзму церква обслуговувала громади сіл Кривчики, Лози та смт Вишнівець. 29 березня 1995 року храм офіційно передали громаді Київського Патріархату. 1 квітня 1995 року перше богослужіння українською мовою провів о. Роман Власенко. Церкву поповнили старовинними іконами, що належали попередній святині. Найбільший дзвін зі старого храму, на якому викарбувано «Арх. Михаїл, 1782 рік від Різдва Христового», вмонтували у дзвіницю.
У 1905 році в Почаєві придбали вертикальну ікону Пантелеймона. Під час епідемії дизентерії її носили до кожної хати, і після молитов епідемія відступила. З того часу в день цілителя Пантелеймона жителі святкують відпуст.

## Парохи
- о. Тріфон Блонський,
- о. Михаїл Кукурік,
- о. Лонгін,
- о. Віктор Чорний,
- о. Миколай Бочкай,
- о. Ігор Пацерковський (з 1999).